# Аделаида (Бетховен)
Песня «Аделаида» («Adelaide») — песня на музыку Людвига ван Бетховена (Opus 46) на стихи Фридриха фон Маттиссона. Была сочинена 1794–1796. Была издана в феврале 1797 года. Музыкальное произведение было посвящено Бетховеном автору стихотворного текста Ф. фон Маттиссону.
По этой песне назван оттенок лилового аделаида.

## История создания
В момент создания «Аделаиды» Бетховену было около двадцати лет. После окончания своего обучения у Йозефа Гайдна композитор приехал в Вену (1792) для продолжения карьеры. Бетховен в этот период был недостаточно опытен, чтобы заявить о себе как пианист и композитор. Предполагается, что при написании Аделаиды на Бетховена сильное влияние оказала песня «Tuneful Voice» (Hob. XXVIa: 42, c. 1795), написанная Гайдном незадолго до этого. Как и «Аделаида», произведение «O Tuneful Voice» имеет в основе любовное стихотворение.
Написание Аделаиды заняло у Бетховена длительное время (1794—1796). При написании композитор создал большое количество черновых вариантов. Песня была опубликована в Вене. Первое издание не имеет даты, но реклама произведения, напечатанная в «Wiener Zeitung», датирована 8 февраля 1797 года.
Бетховен посвятил эту работу Маттисону. Титульный лист на немецком языке может быть переведён: «Аделаида. Маттисон. Кантата для голоса с клавишным сопровождением. Музыкальное произведение посвящается автору, Людвиг ван Бетховен. Артария и Ко, Вена». Сам поэт высоко ценил произведение Бетховена, выделяя его среди других. Так, при переиздании своих стихов он поместил следующее примечание: «эта небольшая лирическая фантазия вдохновила многих композиторов, но, по моему глубокому убеждению, никто не снабдил текста более яркими звуковыми красками, как гениальный Людвиг ван Бетховен». 

## Текст
Друг твой бродит один в садах весенних,
Нежным, чудным сияньем озаренный;
Свет сквозь ветки дрожащие струится,
Аделаида!
В ярком зеркале рек, в снегах альпийских,
В облаках золотистых в час заката,
В светлой звездной равнине блещет образ,
Аделаида!
Тихо ветер вечерний в листьях шепчет,
Ландыш вздохом чуть слышным отвечает,
Волны плещут, и соловьи запели:
Аделаида!
Будет пышно цвести моя могила,
Будет алый цветок расти из сердца,
Ярко будет блистать на лепесточках:
Аделаида!Фридрих фон Маттиссон (в переводе С. Заицкого)